# Оберкайна

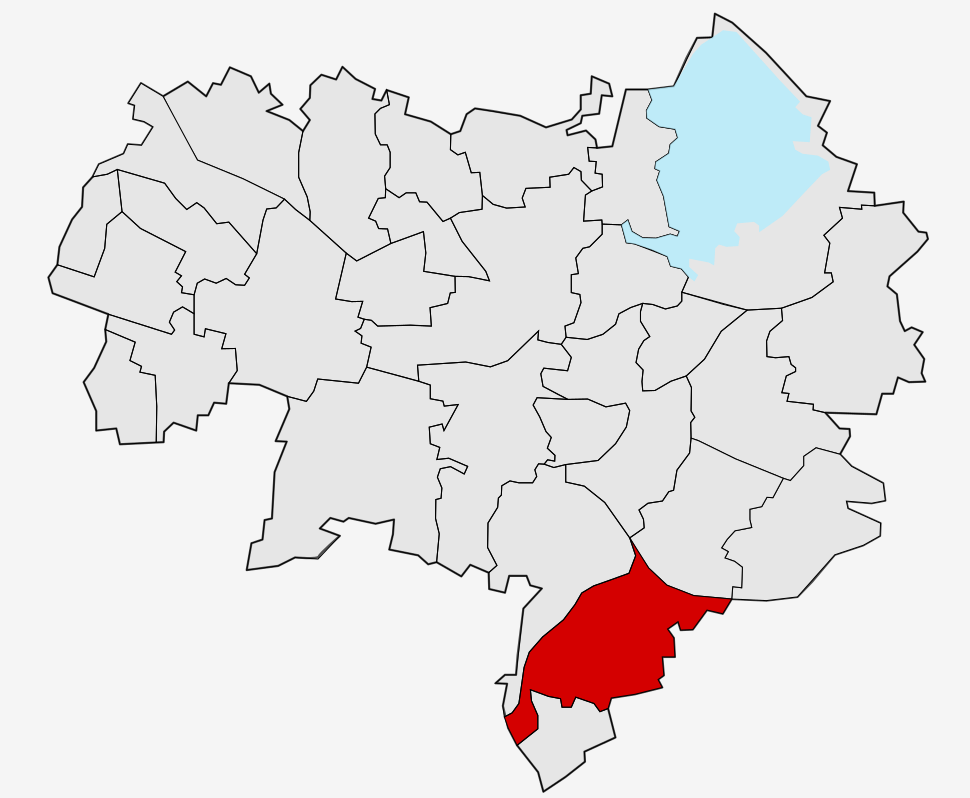
Нидеркайна на городской карте Баутцена

Оберкайна или Го́рня-Ки́на (нем. Oberkaina; в.-луж. Hornja Kinaо файле) — сельский населённый пункт в Верхней Лужице, находящийся с 1974 года в городских границах Баутцена, Германия. Самый большой по численности населения жилой район Баутцена за пределами его исторического центра.

## География
Находится на юге от исторического центра Баутцена. Около деревни протекает река Боблицер-Вассер (нем. Boblitzer Wasser, иное наименование — Альбрехтсбах (нем. Albrechtsbach, славянское наименование — Альбрехтовка (в.-луж. Albrechtowka). На севере находится дачный участок «Klaingartenanlage „Wiesengrund“». На северо-востоке расположено железнодорожное депо «Soculahora».
Через населённый пункт с севера на юг проходит автомобильная дорога B96, на западе от деревни находится автомобильная дорога S114. На северо-востоке проходит железнодорожная линия Гёрлиц — Дрезден.
Соседние населённые пункты: на севере — бывшая деревня Тшеляны (в настоящее время в составе городского района Вуходне-Пшедместо), на востоке — деревни Сокольца, Ясеньца коммуны Кубшюц, на юго-востоке — деревня Грубочицы коммуны Кубшюц, на юге — Бельшецы коммуны Гроспоствиц, на юго-западе — деревня Бобольцы (в городских границах Баутцен), на западе — деревня Пшишецы коммуны Добершау-Гаусиг и на северо-западе — исторический район Южне-Пшедместо.

## История
Впервые упоминается в 1431 году в личном имени «Mertin von Kinen». В 1934 году к административным границам деревни был присоединён населённый пункт Боблиц. В 1974 году деревня вошла в городские границы Баутцена. В 2020 году Боблиц вышел из состава Оберкайны и приобрёл статус самостоятельного городского района Баутцена.
В настоящее время деревня входит в состав культурно-территориальной автономии «Лужицкая поселенческая область», на территории которой действуют законодательные акты земель Саксонии и Бранденбурга, содействующие сохранению лужицких языков и культуры лужичан.
Исторические немецкие наименования
- Mertin von Kinen, 1431
- Obir Keyne, Abir Keyne, Abirkyne, 1436
- Keyne, 1473
- Oberkeine, 1500
- Keihne, 1590
- Ober Kayna, 1768

## Население
Официальным языком в населённом пункте, помимо немецкого, является также верхнелужицкий язык.
Согласно статистическому сочинению «Dodawki k statisticy a etnografiji łužickich Serbow» Арношта Муки в 1884 году в деревне проживало 89 человека (из них — 71 лужичанина (80 %)).
Лужицкий демограф Арношт Черник в своём сочинении «Die Entwicklung der sorbischen Bevölkerung» указывает, что в 1956 году при общей численности в 507 человека серболужицкое население деревни составляло 4,7 % (из них 20 взрослых владели активно верхнелужицким языком, 3 взрослых — пассивно; 1 несовершеннолетний свободно владел языком).
| 1834 | 1871 | 1890 | 1910 | 1925 | 1939 | 1946 | 1950 | 1964 | 2020 |
| ---- | ---- | ---- | ---- | ---- | ---- | ---- | ---- | ---- | ---- |
| 66   | 90   | 87   | 146  | 168  | 426  | 500  | 541  | 421  | 776  |

## Достопримечательности
Культурные памятники федеральной земли Саксония
Всего в населённом пункте находятся шесть объектов памятников культуры и истории:
- Двухсторонний двор с домом и хозяйственной постройкой, 1890, Boblitzer Straße 15
- Трёхсторонний двор с домом, конюшней, каретной и хозяйственной постройкой, 1870, Boblitzer Straße 17
- Жилой дом с пристроенной конюшней и оригинальной оградой, XVI век, Boblitzer Straße 19
- Четырёхсторонний двор с жилым домом с конюшней и домом с навесом, 1792—1828, Oberkainaer Straße 32
- Четырёхсторонний двор с жилым домом, конюшней и хозяйственной постройкой, 1882—1884, Oberkainaer Straße 35, 35a
- Четырёхсторонний двор с жилым домом, конюшней, хозяйственными постройками и воротами, 1872, Oberkainaer Straße 37